# Mahsa Amini

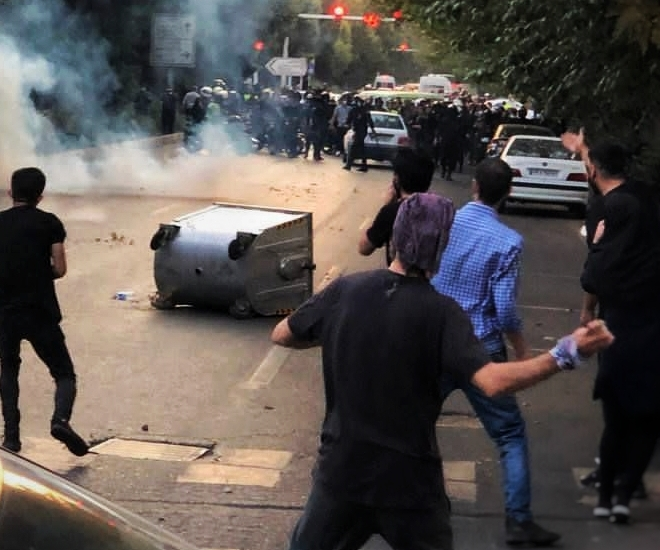
Gatuprotester i Teheran i september 2022. Jîna Mahsa Aminis död föranledde våldsamma demonstrationer i många iranska städer.

Mahsa Amini (persiska: مهسا امینی), även kallad Jina eller Zhina Emini (nordkurdiska: Jîna Emînî; sorani: ژینا ئەمینی, Zhina Emini), född 21 september 1999 i Saqqez i Iran, död 16 september 2022 i Teheran, var en kurdisk-iransk kvinna som dog under oklara omständigheter då hon gripits av Irans moralpolis, gašt-e eršād. Hon var på besök hos släktingar i Teheran när hon greps av moralpolisen den 14 september. Rubriceringen var brott mot islams klädkod, i detta fall efter att det påstods att hon inte ska ha burit huvudduk, hijab, på ett korrekt sätt. Enligt vittnesmål släpades Amini in i en bil, där hon misshandlades svårt. Hon hamnade i koma och avled på sjukhus två dagar senare.
De iranska myndigheterna förnekade att något fel begåtts i samband med Aminis död. Händelsen har föranlett omfattande demonstrationer i Iran där kvinnor klipper av sitt hår och bränner sina slöjor. Protesterna i Iran har hårdhänt försökt att stoppas och det uppges ha lett till flera dödsfall. Omfattande demonstrationer för att visa stöd till Amini och de iranska protesterna har genomförts internationellt.

## Namnet
Mahsa Amini var från Saqqez som ligger i provinsen Kurdistan nordvästra Iran. Som en del i den islamistiska regimens förtryck av sina medborgare, däribland kurder, kan myndigheterna tvinga etniska kurder byta namn på sina barn från kurdiska namn till persiska. Mahsa är det namn som myndigheterna har godkänt att hon fick bära. Jina är det kurdiska namn hon gavs av sina etniskt kurdiska föräldrar. Mordet och protesterna har av vissa bedömare kopplats till kurdernas etnicitet medan andra betonar att det politiska förtrycket är riktat mot alla iranska medborgare oavsett etnicitet.
I demonstrationerna har personer från alla Irans samhällsgrupper deltagit och en del har skanderat Zan zendegi āzādi – Mard mihan ābādi ("kvinna, liv, frihet – man, hemland, uppbyggnad"). Den första delen av slagordet är en persisk översättning av det kurdiska slagordet (jin jiyan azadi) som populariserats av Abdullah Öcalan. Jin jiyan azadi är det slagord som de kurdiska iranierna har använt.

## Internationell reaktion
Flera framstående exiliranier, däribland kungligheterna Farah Pahlavi och Reza Pahlavi samt skådespelaren Golshifteh Farahani och fotbollsspelaren Ali Karimi, har kraftfullt fördömt dödsmisshandeln.
Dödsmisshandeln har fördömts av bland andra FN och USA:s utrikesminister Antony Blinken.